# Mouvement du Manifeste Wallon
 (décembre 2021).
Si vous disposez d'ouvrages ou d'articles de référence ou si vous connaissez des sites web de qualité traitant du thème abordé ici, merci de compléter l'article en donnant les références utiles à sa vérifiabilité et en les liant à la section « Notes et références ».
Le Mouvement du Manifeste Wallon ou MMW est un mouvement politique wallon qui a été créé afin de promouvoir et réaliser les idées du deuxième manifeste pour la culture wallonne.

## Origine et enjeu
Association de fait depuis la publication du Manifeste pour la culture wallonne en 1983, le Mouvement du Manifeste Wallon a été constitué en A.S.B.L. à Namur au mois d'avril 2004 à la suite du deuxième Manifeste pour la culture wallonne de 2003 dont il regroupe les signataires et poursuit les objectifs. Il a pour finalité de permettre la prise de conscience d'une réalité wallonne dans l'attente de sa reconnaissance plénière. Selon la formulation du M.M.W., il s'agit de la « reconnaissance de la personne morale et culturelle de la Wallonie ». Il était présidé par Jean Louvet, dramaturge renommé, également signataire et coauteur du premier Manifeste pour la culture wallonne, décédé en 2015. L'A.S.B.L. a été dissoute en 2015 et le MMW est redevenu une association de fait, avec les mêmes objectifs.
Bruno Demoulin et Jean-Louis Kupper, dans leur Histoire de la Wallonie, De la préhistoire au XXIe siècle, consacrent les dates de 1983 et 2003 aux deux Manifestes pour la culture wallonne.
Une des buts du M.M.W. est de rester vigilant en ce qui concerne la représentation de la Wallonie dans les médias. 
Par exemple, la comparaison de deux caricatures dans l'un des deux principaux quotidiens de la presse francophone belge est révélatrice d'un malaise certain quant aux revendications wallonnes à leur plus haut niveau. C'est ainsi que le journal Le Soir, à neuf années de distance, publia des dessins « humoristiques » montrant le Ministre-Président de la Région Wallonne de l'époque comme étant explicitement qualifié de bon à interner alors qu'il annonçait à chaque fois la nécessité d'actualiser la mise en application du potentiel de la Wallonie en vue de sortir de son déclin économique. Sans la rigueur méthodologique du journaliste José Fontaine, cette « répression en douce » passe la plupart du temps inaperçue et « fabrique » une sorte de subconscient wallon inapte à sa propre prise de conscience. C'est le point de vue adopté par le M.M.W. et que dénonçait déjà en 1983 le premier Manifeste : « Nous en avons assez de l'incivisme ordinaire qui culpabilise les Wallons et paralyse leurs énergies ». Ce travail de décryptage est assuré au sein du M.M.W. par diverses personnalités, mais aussi par d'autres intervenants qui apportent leur contribution dans le cadre du M.M.W. sans en être membre nécessairement.
Un autre aspect peut éventuellement concerner la mise au point d'un texte législatif. Ce fut le cas le 15 septembre 2003 lorsque le M.M.W. déposa un décret au Parlement wallon.
Autre raison d'existence, le M.M.W. permet à toute personne de signer le second Manifeste, il se réunit pour analyser la situation politique du moment, organise des journées de rencontre (colloque), réagit dans la presse de temps à autre, etc. Ce sont des gens préoccupés par la question de la reconnaissance de la Wallonie comme personne morale et culturelle. Ils assurent par leur caractère militant que cette question n'est pas éteinte.

## Crise culturelle wallonne
Le M.M.W. estime qu'il existe une véritable crise culturelle wallonne patente depuis des années. Des articles de presse illustrent régulièrement ce point de vue. Il n'est pas partagé par tous, certain(e)s estiment qu'il n'y a pas lieu de soutenir l'idée d'une culture wallonne. Selon des articles de presse récurrents, les arts du spectacle en général, en particulier le cinéma et le théâtre, souffrent d'une pénurie de moyens et d'une très mauvaise reconnaissance de leur potentiel à l'étranger. La Radio-Télévision belge francophone (RTBF), télévision et radio publiques financées par les contribuables, est souvent le feu de critiques parfois virulentes qui donne à penser que la RTBF manque à ses missions publiques, notamment sa politique de restructuration a éveillé de nombreux soupçons répercutés jusqu'au Parlement wallon. De fait, cet organisme audiovisuel est le principal vecteur de représentation du patrimoine immatériel de la Wallonie, ses carences ont de facto des répercussions dans le domaine culturel, et identitaire par effet d'entraînement.
Un exemple possible de ces carences est illustré par le dénigrement du potentiel de l'expression en langue wallonne. En ce sens, l'Union Culturelle Wallonne représente quelque trois cents sociétés locales, cinq Fédérations provinciales, plus de 2 500 comédiennes et comédiens, plus de deux cents metteurs en scène, près 300 000 spectateurs annuels. Or, celle-ci émet régulièrement des communiqués de presse outrés à l'égard de cette RTBF, en voici un extrait : « Nulle part ailleurs en Europe, une radio publique ne ferait preuve d’un tel mépris envers une composante du paysage culturel dans lequel elle émet. »
Il faut savoir qu'au cœur de l'Europe de la diversité et de la tolérance, la langue régionale endogène qu'est le wallon n'est pas reconnue dans le réseau Mercator et donc ne bénéficie d'aucun soutien officiel au niveau européen malgré l'existence d'un organisme de défense des langues minoritaires. La finalité de ce réseau est de fournir une information objective et fiable sur toutes les langues dites régionales ou minoritaires, or, le wallon n'est pas repris en tant que tel dans la liste des langues européennes minoritaires, il n'est mentionné qu'indirectement comme faisant partie des langues d'oïl et à ce titre, nous pouvons lire sur ce site que « les différentes langues d'oïl ont une place quasi inexistante dans les médias ». Sans cette reconnaissance, il est difficile de bénéficier du soutien de la Communauté européenne. Cet aspect du patrimoine immatériel wallon survit tant bien que mal grâce à la volonté tenace des Wallons. Le M.M.W. contribue à informer les internautes sur ces questions.
Par exemple, c'est dans ce cadre de l'audiovisuel que Dominique Nahoé (journaliste indépendant, ex-directeur régional de Fréquence Wallonie et du centre de production du Hainaut) a cosigné un rapport au sein du groupe Veille Média du M.M.W. Ce texte éclaire les vicissitudes de la reconversion de la RTBF, baptisé « Plan Magellan ». Selon ce rapport, la restructuration de la RTBF a consisté à démanteler un ensemble d'outils régionaux importants qui contribuaient à fertiliser le patrimoine immatériel de la Wallonie.

## Appel à compléter le Contrat d'Avenir wallon de dimensions culturelles
Reçu à l'Élysette par le Ministre-Président Jean-Claude Van Cauwenberghe en 2004, le M.M.W. joue un rôle phare pour de nombreux militants wallons. C'est ainsi que le M.M.W. a lancé un Appel à compléter le Contrat d'Avenir Renouvelé en Wallonie de dimensions culturelles, un appel cosigné par José Fontaine, Directeur de la revue Toudi, Jean Louvet (président du M.M.W.) et Jean-Claude Vandermeeren (secrétaire de la F.G.T.B wallonne). Beaucoup d'autres signataires s'associèrent à cet appel. La presse s'en fit l'écho. Au Parlement wallon, le député Christophe Collignon, le fils de Robert Collignon (ex-Président du Parlement wallon et ex-Ministre-Président de la Région wallonne), cite expressément le M.M.W. dans son harangue au chef du Gouvernement le 8 décembre 2004. C'est ainsi qu'à la suite d'une consultation populaire, la culture devint une composante à part entière du projet wallon.

## Les deux Manifestes et le M.M.W.: une référence incontournable
Cette prise en compte incontournable de la référence à la culture wallonne dans les textes législatifs de la région wallonne est une priorité du M.M.W. C'est pourquoi, lors de la présentation en mai 2006 du décret spécial instituant une Constitution wallonne, le député Jean-Claude Van Cauwenberghe cita le Manifeste pour la culture wallonne par deux fois afin de souligner la continuité des idées entre ces deux textes. Ce n'est pas la première fois que ce texte est cité comme référence. De même, l'Union Culturelle Wallonne affirma lors de son Congrès du 12 juin 2004 un message similaire : « constatant que le premier Manifeste pour la culture wallonne qui réclamait la reconnaissance de la Wallonie comme personne morale aura 20 ans le 15 septembre prochain ; que, au lieu de donner à la Wallonie la place qui lui revient, la Communauté française Wallonie-Bruxelles, comme c’était et c’est toujours le cas au sein du Royaume de Belgique, sert trop souvent d’éteignoir, exhorte les Wallons à confier au peuple wallon et aux institutions wallonnes des compétences en matière de culture, d’enseignement, de recherche fondamentale et de médias publics. »
À la suite de l'appel du MMW, une Assemblée wallonne s'est tenue le 29 février 2008 à Namur. Elle a rassemblé les forces vives autour d'une Déclaration pour un projet politique mobilisateur de la société wallonne. La résolution demande :
- de maintenir les institutions politiques et administratives de la Wallonie à Namur ;
- de mettre les institutions en phase avec la réalité de la population de l'État Belgique en permettant l'épanouissement de la Flandre, de la Wallonie et de Bruxelles, chacune avec son identité propre, ses institutions propres et en particulier pour la Wallonie, la maîtrise et la gestion des compétences culturelles au sens large à savoir l'enseignement, la recherche, la politique culturelle, sportive, d'aide à la jeunesse, audiovisuelle et d'aide à la presse ;
- de poursuivre et d'approfondir le transfert des compétences de la Communauté française, avec les moyens y afférents, vers la Wallonie et Bruxelles tout en maintenant une solidarité et en développant des coopérations efficaces entre les deux entités ;
- de maintenir au niveau fédéral, une fiscalité des entreprises identique, la solidarité interpersonnelle et l'unicité du droit du travail dans l'intérêt de nos populations ;
- de transférer complètement des compétences déjà largement régionalisées constitue l'évolution logique dans une optique de renforcement de la cohérence, donc de l'efficacité des politiques régionales ;
- de ne pas re-fédéraliser des compétences exercées par les entités fédérées.

Un certain écho à ces principes s'est fait sentir jusqu'au sein du Parlement wallon puisque le 16 juillet 2008, les députés wallons votaient à l'unanimité une résolution en faveur d'une régionalisation plus avancée donnant à la Wallonie les moyens de ses compétences. Ce résultat est le fruit d'un débat parlementaire pour envisager l'avenir de la Wallonie. Nous devons cette initiative notamment à la ténacité de Jean-Claude Van Cauwenberghe et de José Happart.
Depuis le 16 septembre 2008, la phase 1 du Livre Blanc pour la Wallonie présente un premier état intermédiaire des travaux en cours, réparti en cinq chapitres spécifiques correspondant aux compétences dont l’exercice par la Wallonie et Bruxelles est dès à présent réclamé :
1. Culture et citoyenneté en Wallonie ;
2. Pourquoi et comment il faut régionaliser l’enseignement ;
3. Pour une régionalisation de l’accueil de l’enfance et des autres matières personnalisables ;
4. Un nouveau paysage audiovisuel public : pour une télévision « de Wallonie et de Bruxelles » ; pour des radios wallonnes, bruxelloises et « de Wallonie  et de Bruxelles » ;
5. Promouvoir la Wallonie sur la scène européenne et mondiale.

D’autres questions ne sont pas encore abordées, par exemple la structuration de l’espace politique wallon, en particulier le rôle dévolu aux provinces, ou la question de la gouvernance wallonne.
Du côté bruxellois, les appels pour faire reconnaître institutionnellement la Ville-Région Bruxelles se multiplient. Le 27 septembre 2008, un nouvel élan de reconnaissance est lancé avec « Nous existons, nous sommes un million ».
Les syndicats proclament la fin de la Communauté française : FGTB (Jean-Claude Vandermeeren, Thierry Bodson signataire du Livre blanc), CGSP (Francis Wégimont), Métallos FGTB Wallonie-Bruxelles (Nico Cué, CSC (René Coumont), FWA (Fédération wallonne des Agriculteurs, en la personne de Yvan Hayez).

## Assise technique du M.M.W.
Le Mouvement du Manifeste pour la culture wallonne est indépendant. Ce sont les cotisations de ses membres qui assurent les frais administratifs. Une revue, Toudi publie le plus souvent la publication des écrits du M.M.W. Il est également possible de consulter et de télécharger des documents (articles de presse, discours, extraits de compte-rendu du Parlement wallon, etc.) depuis ce site.